# Акінфієв Василь Іванович
Василь Іванович Акі́нфієв (нар. 15 квітня 1926, Єгор'євське) — партійний і державний діяч Молдавської РСР. Член ЦК КП Молдавії в 1966—1981 роках. Депутат Верховної Ради Молдавської РСР 7—9-го скликань.

## Біографія
Народився 15 квітня 1926 року у селі Єгор'євському (нині Маслянинський район Новосибірській області Росії). 1948 року закінчив Новосибірський інститут військових інженерів транспорту. Протягом 1949—1958 років був на відповідальній роботі в будівельних організаціях Міністерства шляхів сполучення СРСР. Член ВКП(б) з 1950 року. 
У 1958—1963 роках — заступник завідувача, завідувач відділу промисловості та міського господарства, секретар, другий секретар Кишинівського міського комітету Комуністичної партії Молдавії. У 1965 році закінчив Вищу партійну школу при ЦК КПРС. До жовтня 1965 року працював заступником голови Ради народного господарства Молдавської РСР. З 18 жовтня 1965 року до 16 січня 1980 року — міністр промисловості будівельних матеріалів Молдавської РСР. З січня 1980 року працював у Міністерстві промисловості будівельних матеріалів СРСР.
На XII-му, XIII-му і XIV-му з'їздах Комуністичної партії Молдавії обирався членом Центрального комітету Комуністичної партії Молдавії. Нагороджений двома орденами Трудового Червоного Прапора і орденом «Знак Пошани».